# 苏中反“清乡”斗争
苏中反“清乡”斗争，是中国抗日战争中，中日双方发生的交战。新四军摧毁碉堡200余座，攻克据点49处。